# Xenia, Illinois
Xenia là một làng thuộc quận Clay, tiểu bang Illinois, Hoa Kỳ. Năm 2010, dân số của làng này là 391 người.

## Dân số
Dân số qua các năm:
- Năm 2000: 407 người.
- Năm 2010: 391 người.